# Alberto Amici
Pour les articles homonymes, voir Amici.
Alberto Amici, né le 28 avril 1993, à Crema, est un coureur cycliste italien.

## Biographie
Alberto Amici est originaire de Crema, une commune située en Lombardie. Il commence vers l'âge de onze ans au club Imbalplast Soncino.
Il termine notamment septième du championnat d'Italie espoirs en 2014, puis dixième de l'édition 2015. Lors de la saison 2017, il se distingue chez les amateurs italiens en obtenant deux victoires et diverses places d'honneur. Il décide ensuite de rejoindre l'équipe continentale Biesse Carrera Gavardo en 2018. Bon grimpeur, il se classe quatrième du Giro del Medio Brenta, neuvième du Tour du Frioul-Vénétie julienne ou encore vingtième du Tour des Apennins dans le calendrier UCI.
Il met un terme à sa carrière cycliste en fin d'année 2019.  

## Palmarès
- 2014
  - 2e de la Coppa d'Inverno
- 2016
  - 3e de la Cronoscalata Gardone Val Trompia-Prati di Caregno
- 2017
  - Trofeo Comune di Monte Urano
  - Cronoscalata Gardone Val Trompia-Prati di Caregno
  - 2e de Cirié-Pian della Mussa
  - 2e du Trophée MP Filtri
- 2018
  - Freccia dei Vini
  - 3e du Trophée Matteotti amateurs

## Classements mondiaux
| Année           | 2018 |
| --------------- | ---- |
| UCI Europe Tour | 978e |